# Vörösmarthy Dániel
Vörösmarthy Dániel (Komádi, 1929. július 31. – 2019. január 19.) magyar orvos, szemész, egyetemi tanár; az orvostudományok kandidátusa (1965), az orvostudományok doktora (1987).

## Életútja
A Debreceni Orvostudományi Egyetemen szerzett orvosi diplomát. Öt évig a drezdai Friedrichstadt Szemklinika vezetője volt. 1970-től a Szent Rókus Kórház szemészetének osztályvezető főorvosa és Pest megye szakfőorvosa volt. A Magyar Műlencse-implantációs és Refraktív Sebészeti Társaság alapítója tagja volt. Az orvostudományok kandidátusa (1965), doktora (1987).
Kutatási területe: szemészeti műtéttan és optika, az intraocularisan végezhető fotokoaguláció és a műlencse-implantáció.

## Díjai, elismerései
- Barraquer-díj (1969)
- Semmelweis-emlékérem (1975)
- Batthyány-Strattmann László-díj (1998)
- Paloznak díszpolgára (2003)
- Magyar Örökség díj (2005)
- Pest Megyéért emlékérem (2017)

## Főbb művei
- Sphinkterotomie mit Sonnenlicht (Solare Kogulation) (1964)
- Oculopression (1964, monográfia)
- Eingriffe am Auge (1970)
- A szem optikája (1974)
- Látszerészek könyve (1981)
- A szemüvegrendelés elmélete és gyakorlata (1982)
- Percival Colour Atlas of Lens Implantation (1991)